# Ролстаун

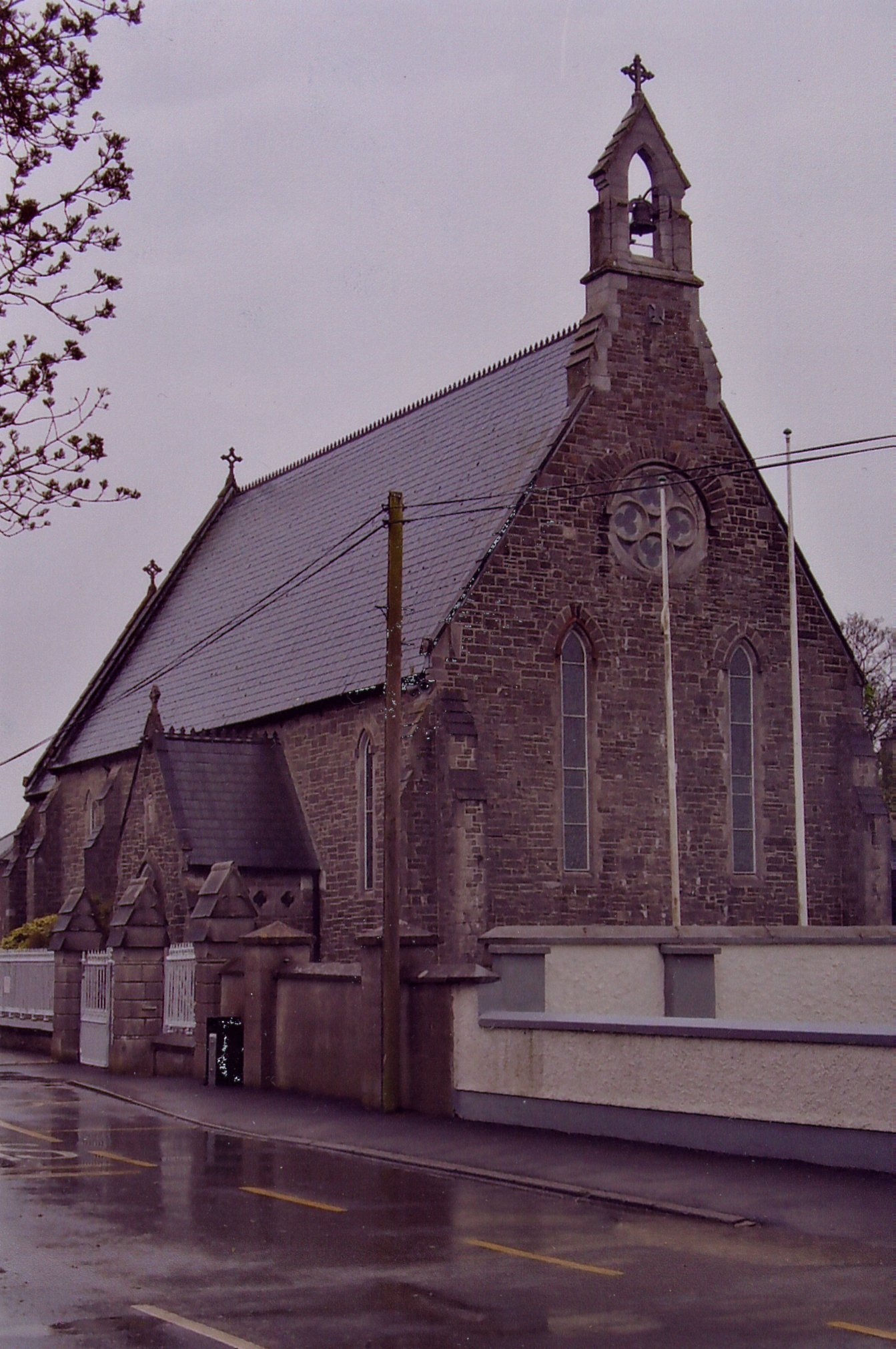
Церковь Киллоссери (церковь святого Оссери, St. Ossier)

Ролстаун (англ. Rolestown, также Rowlestown; ирл. Baile Róil) — пригород в Ирландии, находится в графстве Фингал (провинция Ленстер) в 10 километрах от Сордса по региональной дороге R125; рядом же проходит региональная трасса R106.
Во время переписи 1658 года здесь насчитывался 41 житель